# Jesus Killing Machine
Jesus Killing Machine è il primo album del gruppo musicale thrash metal Voodoocult, pubblicato nel 1994.

## Tracce
1. Killer Patrol – 3:57
2. Metallized Kids – 4:26
3. Jesus Killing Machine – 4:32
4. Born Bad and Sliced! – 3:58
5. Albert is a Headbanger – 3:50
6. Hellatio – 3:15
7. Death don't Dance With Me – 4:08
8. Art Groupie – 4:53
9. Blood Surfer City – 5:03
10. Voodoocult – 4:09
11. Bitchery Bay – 5:32

## Formazione
- Phillip Boa - voce
- Dave Ball - basso
- Dave Lombardo - batteria (Slayer, Testament, Apocalyptica, Fantômas, Grip Inc.)
- Gabby Abularach - chitarra (Cro-Mags)
- Mille Petrozza - chitarra (Kreator)
- Waldemar Sorychta - chitarra (Grip Inc.)
- Chuck Schuldiner - chitarra (Death, Control Denied)